# Izopropyloamina
Izopropyloamina – organiczny związek chemiczny z grupy amin. Bezbarwna ciecz o zapachu amoniaku.

## Otrzymywanie
Może zostać otrzymana z alkoholu izopropylowego i amoniaku przy udziale niklu/miedzi lub podobnego katalizatora.
(CH
3)
2CHOH + NH
3 → (CH
3)
2CHNH
2 + H
2O